# Fränkischer Kreis (Kurfürstentum Sachsen)
Der Fränkische Kreis war ein Verwaltungsbezirk im Kurfürstentum Sachsen und ist somit die historische Bezeichnung eines ostfränkischen Territoriums, das später im Wesentlichen dem Fürstentum Sachsen-Coburg entsprach. Die Wettiner verwendeten für dasselbe Gebiet bereits vorher den Begriff Ortslande zu Franken. Es erstreckt sich über die heutigen Landkreise Coburg im Freistaat Bayern und Hildburghausen und Sonneberg im Freistaat Thüringen. Auch kleine Teile des Ilm-Kreises (Neustadt am Rennsteig), des Landkreises Lichtenfels (Buch am Forst) und des Landkreises Kronach (Schneckenlohe), für die erst in den 1990er und 1970er Jahren die Landkreiszugehörigkeit geändert wurde, gehören hier dazu.

## Geschichte
Nach der Leipziger Teilung wurde das Kurfürstentum Sachsen 1527 in vier Kreise unterteilt. Aus der fränkischen Pflege Coburg, ehemals zur fränkischen Grafschaft Henneberg gehörend, entstand der Fränkische Kreis.
Die 1528 in der Pflege Coburg durchgeführte kursächsische Kirchenvisitation hatte den Titel Visitation im Ortsland Franken.
1553 wechselte das Gebiet zum Herzogtum Sachsen.
Später zeigt sich bis in das 19. Jahrhundert hinein für das zum Obersächsischen Reichskreis gehörende Gebiet ein komplexer Sprachgebrauch. Zum einen sprach man von den Franken außerhalb, wenn man den Fränkischen Reichskreis meinte. Andererseits ordnete man sich meist sehr deutlich nicht Thüringen zu, ging eher sogar auf Distanz dazu, und sah sich hierbei dennoch als Teil Frankens.